# Тучин, Алексей Иванович
Алексе́й Ива́нович Ту́чин (род. 9 августа 1967, пос. Сапожок, Сапожковский район, Рязанская область, СССР — ум. 29 декабря 1999, Аргунское ущелье, Чечня, Россия, похоронен на родине, в пос. Сапожок Рязанской области) — майор спецназа ГРУ, участник Первой и Второй чеченских войн, Герой Российской Федерации (2000, посмертно). Офицер 16-й отдельной бригады специального назначения Главного разведывательного управления Генштаба ВС РФ. Именем Алексея Тучина названа одна из улиц в г. Грозный.

## Биография
Родился 9 августа 1967 года в семье школьной учительницы математики (впоследствии завуча и директора школы № 1) в рабочем посёлке Сапожок Рязанской области. Русский. В 1984 году окончил местную среднюю школу № 1 с золотой медалью, работал тренером в спортивной секции Сапожковской детско-юношеской спортивной школы (был неоднократным призёром и чемпионом области по лыжным гонкам и военно-спортивному многоборью).
В 1985 году призван в Вооружённые Силы СССР, поступил в Рязанское высшее воздушно-десантное командное училище, которое закончил в 1989 году (выпускник 3-й роты курсантов). Служил в Воздушно-десантных войсках и спецназе ГРУ в Прибалтике и в Новороссийске. Проходил службу в 97-м гвардейском воздушно-десантном полку с июля 1989 года по апрель 1998 года в должностях: командир парашютно-десантного взвода, заместитель командира парашютно-десантной роты — инструктор воздушно-десантной подготовки, командир парашютно-десантной роты, заместитель командира парашютно-десантного батальона.
Участник первой и второй чеченской войны.
С февраля по июнь 1999 года — помощник начальника оперативно-разведывательного отделения штаба 16 отдельной бригады спецназа, с июня по декабрь 1999 года — заместитель командира оперативного отделения спецназа по воздушно-десантной подготовке 16 отдельной бригады спецназа.
29 декабря 1999 года в Аргунском ущелье разведотряд под командованием майора Алексея Тучина обнаружил банду, в несколько раз превосходившую по численности разведчиков. Двигавшийся тремя группами разведотряд атаковали крупные силы, группы были изолированы друг от друга. Майор Тучин получил тяжелое ранение, но продолжал руководить боем, и поднял в атаку на противника свою группу, которая захватила господствующую высоту и прикрывала огнём остальные две группы, позволив тем самым и им прорваться к этой высоте и занять круговую оборону. В ходе трёхчасового боя майор Тучин получил второе ранение и истекал кровью, но продолжал руководить боем. Погиб младший сержант Сергей Федосов (посмертно награждён орденом Мужества, до этого награждался медалью «За отвагу». Похоронен на кладбище в поселке Старожилово Рязанской области). Тело Тучина вынес Пирожкин. Тело Федосова нёс Гусев. Число раненых росло, а боеприпасы стали заканчиваться. Надежда на подход подкрепления не оправдалась — по рации было получено сообщение, что выдвинутые на помощь мотострелковые подразделения сами попали в засаду и прибудут не скоро. Тогда Алексей организовал успешный прорыв блокады, оставшись на высоте и прикрывая отход подчиненных, и был убит бандитами.
Указом Президента Российской Федерации от 14 сентября 2000 года за мужество и героизм, проявленные при выполнении воинского долга в Северо-Кавказском регионе майору Тучину Алексею Ивановичу присвоено звание Героя Российской Федерации (посмертно) с вручением медали «Золотая звезда» (Медаль № 703 была вручена Полномочным Представителем Президента РФ в ЦФО Георгием Сергеевичем Полтавченко вдове погибшего 9 декабря 2000 года).
Награждён орденом Мужества и медалью «За отличие в военной службе».
Похоронен на родине 8 января 2000 года. Именем Героя названа школа № 1 в рабочем поселке Сапожок Рязанской области, в которой он учился. На здании школы установлена мемориальная доска.

## Семья
Мать — Тучина Нина Александровна, жена Надежда Николаевна Тучина, дочь — Софья.